# Бандурист (вірш)

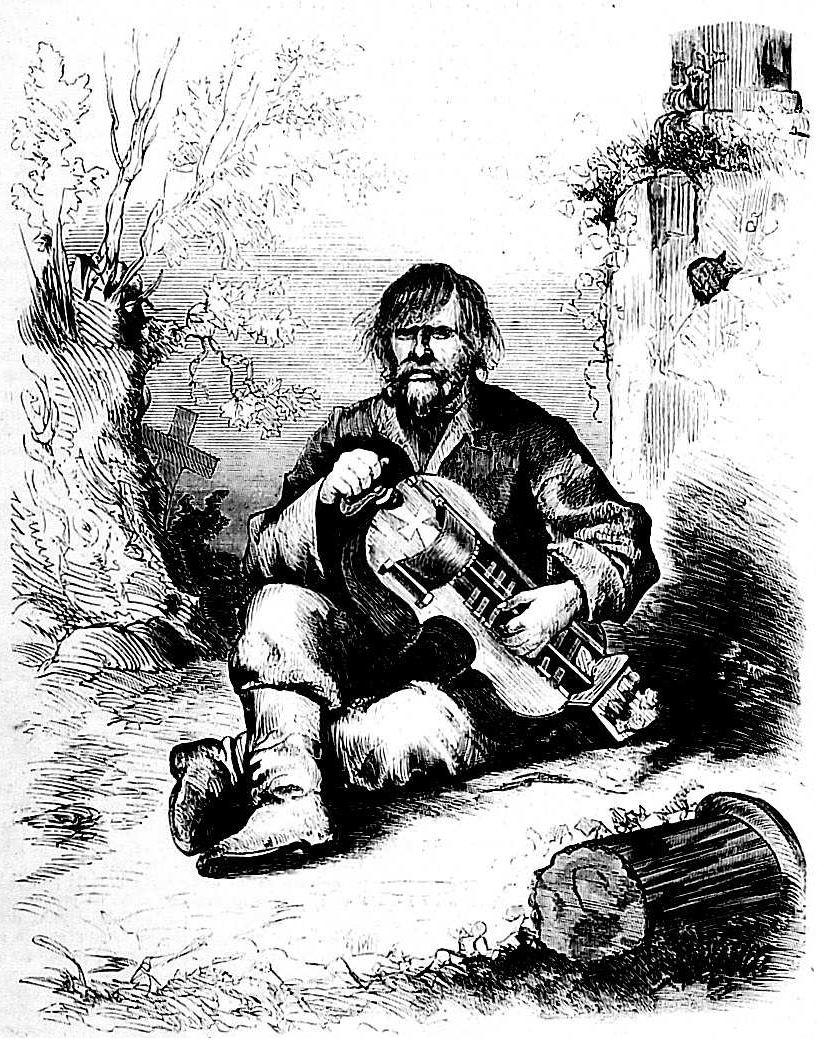
Типова українська ліра

Бандурист — поема Маркіяна Шашкевича .
За оригінальним задумом автора, вірш Бандурист повинен бути вступом до більшої поеми Perekyńczyk bisurmanśkyj, присвяченої постаті Вацлава Жевуського. Однак ця робота так і не була створена в задуманому вигляді.
Бандурист розповідає про мандрівного українського лірника (кобзаря) — поета. Цей старий живе в повній гармонії з природою і дружить зі всіма. Він блукає селами, і його всі зустрічають привітно та радісно. Слухаючи його пісні, люди зворушуються, піднімається настрій, згадують славне минуле Русі. Щовесни бандурист складає нову пісню, а її поява в народі сприймається як природне явище, порівнянне хіба що з циклом пір року. До нього ставляться як до батька руські (українські) селяни, а на знак визнання краси його пісень його ще називають соловейком.
Титулований бандурист є духовним лідером народу, однак це не призводить до його ізоляції від громади чи непорозуміння з нею. У цьому відношенні зміст творчості Шашкевича відрізнявся від творів його українських сучасників, які бачили в мандрівних ліриках пророків, неправильно зрозумілих людьми, приречених на вічну самотність, незважаючи на їхню соціальну роль і повагу, якою вони користувалися (таке бачення подано серед інших Тарасом Шевченком в поемі «Перебендя».
Постать бандуриста, на думку Я. Яреми, є автопортретом Шашкевича: добродушної, простої людини, завжди готової на жертви, і водночас нездатної наодинці пережити біль і горе, завжди розділяючи свої почуття з іншими. З цих особливостей самого поета автор виводив відмінності в трактуванні мотиву мандрівної ліри у Шашкевича та інших українських письменників-романтиків .